# Engine Indicating and Crew Alerting System

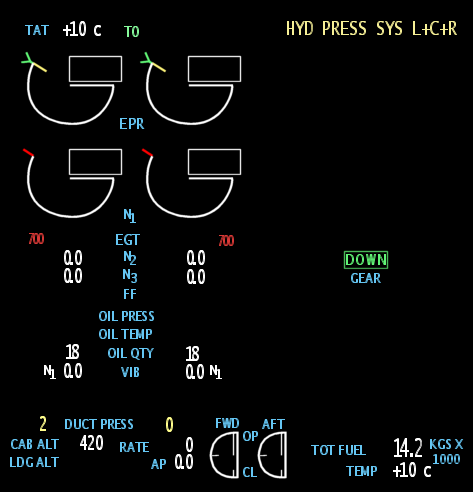
Exemplo de informação fornecida pelo EICAS

Engine Indicating and Crew Alerting System ou EICAS, é um sistema de alerta aos pilotos sobre o comportamento dos motores de uma aeronave. As aeronaves da Airbus utilizam um sistema idêntico designado por ECAM (Electronic Centralised Aircraft Monitoring - Monitorização Electrónica Central da Aeronave) que, adicionalmente a outros componentes do EICAS, também fornece informações sobre acções a serem tomadas.
O EICAS inclui instrumentos de controlo de diversos parâmetros dos motores, como as RPM, a temperatura, o fluxo e quantidade de combustível e pressão do óleo. Outros sistemas controlados pelo EICAS incluem o hidráulico, o pneumático e o eléctrico.